# Консульські збори
Ко́нсульський збі́р — збір за обробку ввізних документів для в´їзду в Україну, які надаються дипломатичними представництвами та консульськими установами України. Сплачується при подачі заяви та у випадку відмови не повертається. Сума сплачується відповідно до зареєстрованого номера талону в банку. Консульські збори включають надходження за автоматизовану обробку візової анкети, оформлення візи, подовження терміну дії візи, надання візової підтримки, інші візові операції. Консульські збори відносяться до податкових надходжень п'ятої групи.
Повністю звільняються від сплати консульського збору наступні категорії громадян України:
- Учасники/ці офіційних делегацій
- Родичі громадян України, що проживають в Австрії
- Родичі громадян/ок ЄС
- Діти та підлітки до 18 років, а також діти, що отримують матеріальну допомогу до 21 року
- Учні та студенти, які подорожують з метою навчання
- Пенсіонери/ки
- Інваліди
- Журналісти
- Водії вантажних автомобілів та провідники/ці
- Учасники/ці міжнародних спортивних змагань та ті, хто подорожує в рамках наукової, культурної та мистецької діяльності